# هوجو هیروتوکی
هوجو هیروتوکی (انگلیسی: Hōjō Hirotoki؛ 1279 – ۱۸ اوت ۱۳۱۵) سیاستمدار و دوازدهمین شیکن در شوگون‌سالاری کاماکورا اهل ژاپن بود.